# Lolosruhe

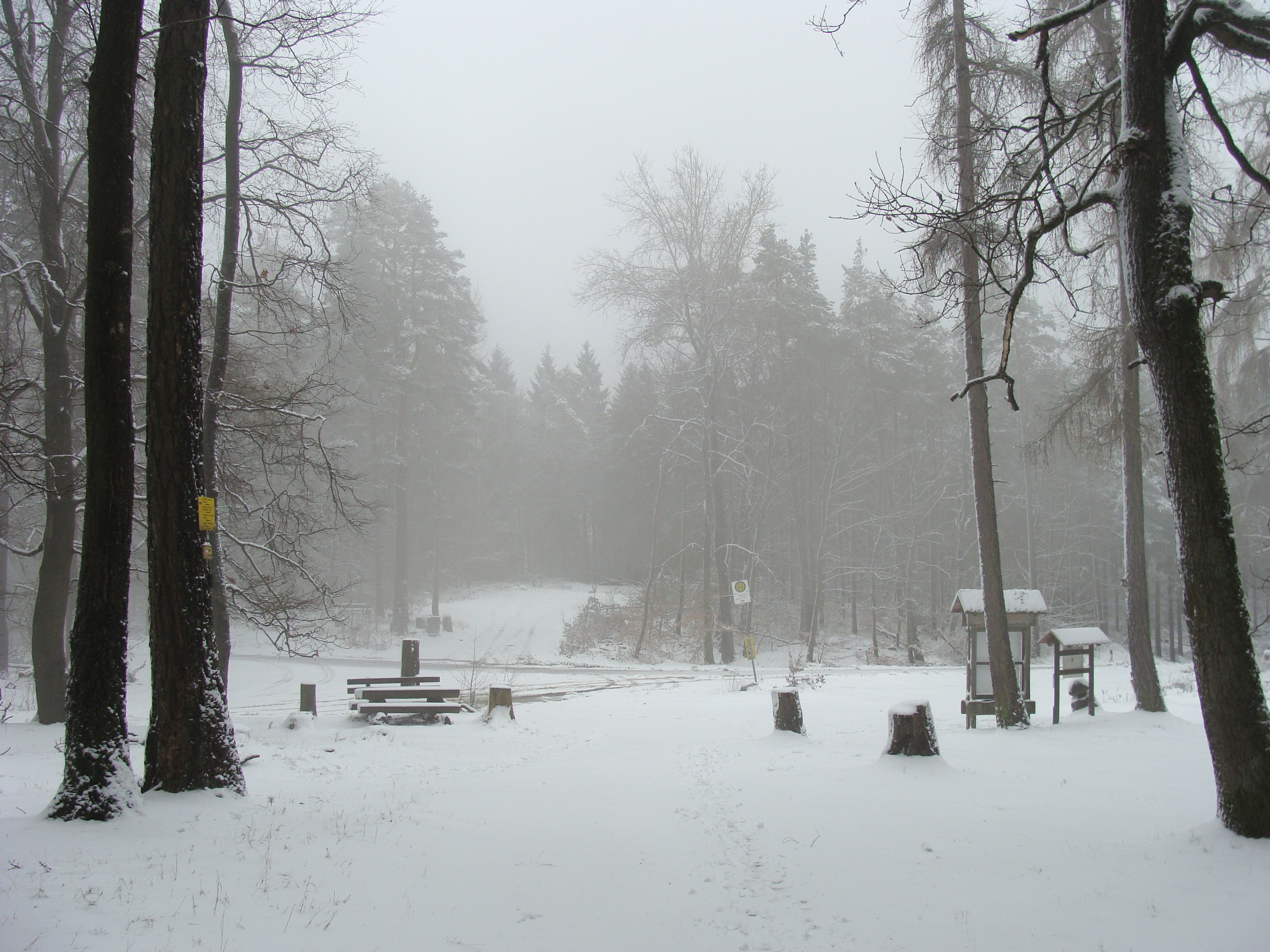
Lolosruhe

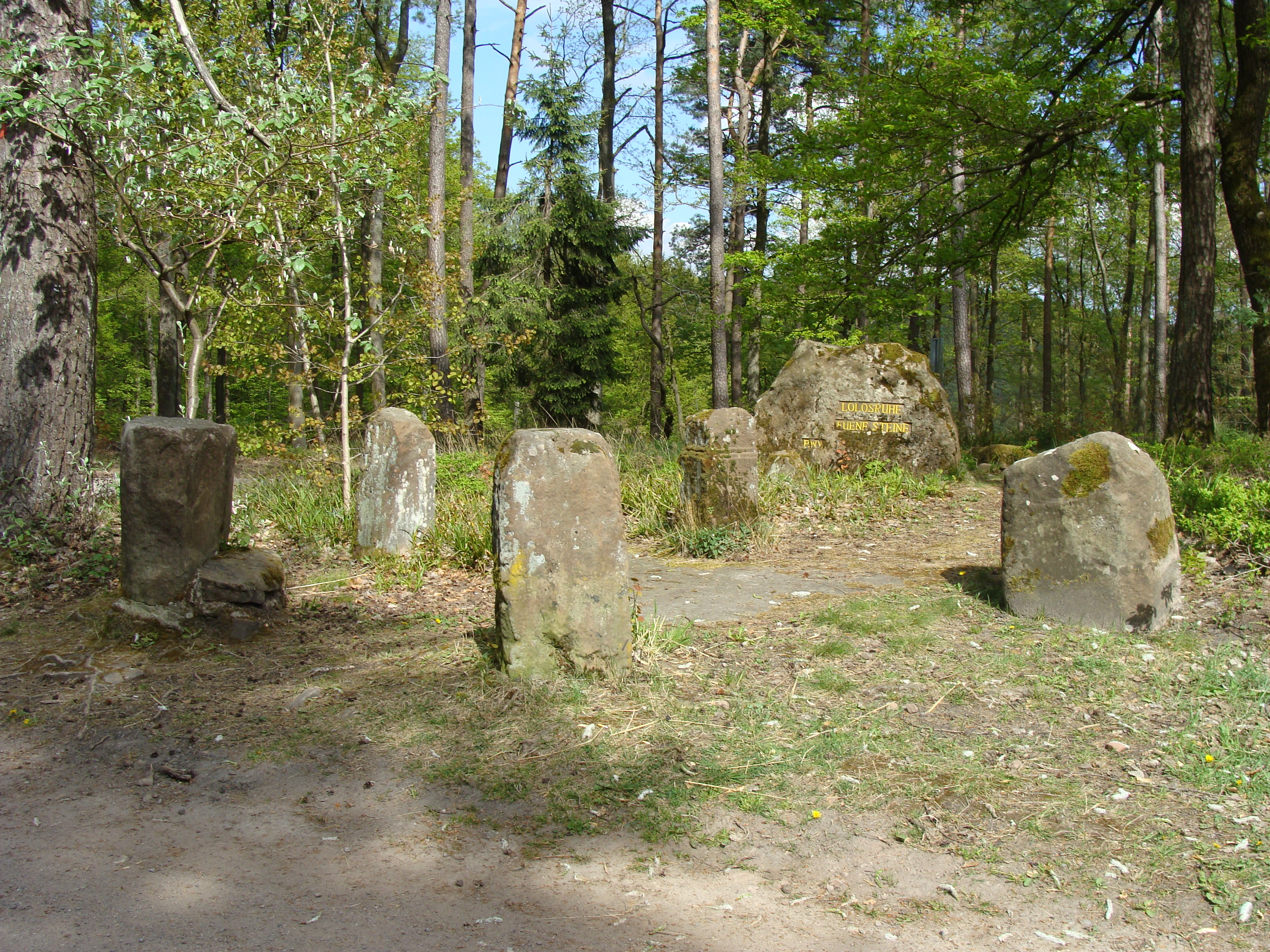
Ritterstein 238:
Lolosruhe – Fünf Steine

Lolosruhe heißt ein 573,8 m ü. NHN hoher Gebirgspass in der Haardt, einem Teil des Pfälzerwaldes in Rheinland-Pfalz. Er liegt im Gommersberger Wald, einer Exklave der Gemarkung der Gemeinde Gommersheim.

## Geographie

### Lage
Die Lolosruhe liegt im Biosphärenreservat Pfälzerwald-Vosges du Nord und im Naturpark Pfälzerwald. Sie bildet den Bergsattel zwischen dem Morschenberg (608,3 m) im Nordosten, sowie dem Steigerkopf (613,6 m) im Südwesten. Der Pass ermöglicht einerseits den Übergang vom Edenkobener Tal im Südosten zum Tal des Modenbachs im Süden als Straßenverbindung und andererseits jenen vom Edenkobener Tal zum Tal des Argenbachs über das Kleyertal im Nordwesten als Wanderwegverbindung. Am Pass befindet sich der Ritterstein Nr. 238 Lolosruhe – Fünf Steine.

### Fließgewässer
Das südöstlich der Lolosruhe gelegene Sauermilchtal mit dem Sauermilchbrunnen mündet nach etwa einem Kilometer in das Edenkobener Tal mit dem Triefenbach, der in die Oberrheinische Tiefebene fließt. Unterhalb des Passes in nordwestlicher Richtung entspringt der Kleyenbach, der nach etwa einem Kilometer in den Argenbach mündet. Dieser entwässert sich schließlich bei Breitenstein in den Speyerbach.

## Straßen
Aus dem Edenkobener Tal führt die Kreisstraße 6, die auch Schänzelstraße genannt wird, zur Lolosruhe und von dort weiter am Nordhang des Steigerkopfes zum zur Gemeinde Edenkoben gehörenden Wohnplatz am Forsthaus Heldenstein. Hier befindet sich der Passübergang vom Modenbachtal in das Kleyental. Die Straße verläuft dann durch das Tal des Modenbachs nach Burrweiler zurück in die Oberrheinische Tiefebene. Über die Straße ist eine überwiegend im Sommer und an Wochenenden bediente Buslinie eingerichtet, wobei sich auch an der Lolosruhe eine Haltestelle befindet. Auf dem Gebirgspass befindet sich zudem ein Wandererparkplatz.

## Geschichte
Der Name Lolosruhe könnte auf die Geliebte des bayrischen Königs Ludwig I. Lola Montez hindeuten. Das Schloss Villa Ludwigshöhe liegt nicht weit, so dass sich Ludwig I. hier mit ihr aufgehalten haben könnte.
Die Passhöhe war schon eine historische Straßenkreuzung. Von der Rheinebene aus führte über Edenkoben die alte Schänzelstraße über den Sattel bis nach Johanniskreuz. Von Norden mündete eine alte Hochstraße von Neustadt über den Hüttenhohl verlaufend ein. Die alte Hochstraße ist heute ein Wanderweg.

## Wandern und Schutzhütten
Die Lolosruhe ist ein Wegknotenpunkt (Wegspinne) im Naturpark Pfälzerwald. Wanderwege wie der Fernwanderweg Franken-Hessen-Kurpfalz führen über den Morschenberg (608,3 m), Schafkopf (616,8 m) und dem Rotsohlberg (607,1 m) zum Totenkopf oder über den Steigerkopf (613,6 m) mit Schänzelturm zum Forsthaus Heldenstein. Weiterhin ist über den Benderplatz (565,5 m) der Kesselberg (661,8 m) erreichbar. Nahegelegene bewirtschaftete Schutzhütten des Pfälzerwaldvereins sind die Edenkobener Hütte am Hüttenbrunnen, die Totenkopfhütte und das Haus an den Fichten. Weitere bewirtschaftete Hütten sind das Forsthaus Heldenstein und das Naturfreundehaus am Steigerkopf.
|                          |                                  | Morschenberg Hüttenhohl Totenkopf                  |
| Forsthaus Heldenstein    |                                  | St. Martiner Tal Haus an den Fichten Sauermilchtal |
| Steigerkopf Schänzelturm | Benderplatz Kesselberg Kohlplatz | Edenkobener Tal Edenkobener Hütte am Hüttenbrunnen |